# هر لحظه (فیلم)
هر لحظه (به هندی: Har Pal) فیلمی محصول سال ۲۰۰۹ و به کارگردانی جهنو باروا است. در این فیلم بازیگرانی همچون پریتی زینتا، شاینی آهوجا، ایشا کوپیکار، درمندرا، لیلیت دوبی، دینو مورئا ایفای نقش کرده‌اند.